# Foetz
Foetz (luxembourgeois : Féiz) est une section de la commune luxembourgeoise de Mondercange située dans le canton d'Esch-sur-Alzette. Elle est généralement fréquentée grâce aux nombreux commerces présents dans sa zone commerciale.